# Hazar Ergüçlü
Hazar Ergüçlü (Nicosia Nord, 1º gennaio 1993) è un'attrice turca, nota per le sue interpretazioni nelle serie televisive Kuzey Güney, Medcezir e The Protector.

## Biografia
Nata a Nicosia, a Cipro del Nord, da genitori turchi, Neşe e Süleyman Ergüçlü, studia teatro presso l'Università Haliç. 
Entra nel mondo della recitazione dopo essere stata scoperta dal regista Derviş Zaimel. Quest'ultimo era alla ricerca di nuovi attori per il suo film Gölgeler ve Suretler, che trattava del conflitto turco-cipriota. Dopo un provino viene così scelta per il ruolo della protagonista Ruhsar, a fianco di Buğra Gülsoy.
Il suo debutto televisivo avviene invece nella serie Kuzey Güney di Kanal D, in onda tra il 2011 e il 2013.

## Filmografia

### Cinema
- Gölgeler ve Suretler, regia di Dervis Zaim (2010)
- Açlığa Doymak, regia di Zübeyr Şaşmaz (2012)
- Benim Dünyam, regia di Uğur Yücel (2013)
- Dar Elbise, regia di Hiner Saleem (2016)
- Mahalle, regia di Serhat Teoman e Buğra Gülsoy (2018)
- Kar, regia di Emre Erdoğdu (2018)
- L'albero dei frutti selvatici (Ahlat Ağacı), regia di Nuri Bilge Ceylan (2018)
- Her Şey Seninle Güzel, regia di Cem Karci (2018)

### Televisione
- Kuzey Güney – serie TV, 80 episodi (2011-2013)
- Medcezir – serie TV, 77 episodi (2013-2015)
- Analar ve Anneler – serie TV, 9 episodi (2015)
- Yüksek Sosyete – serie TV, 26 episodi (2016)
- Hayat Sırları – serie TV, 11 episodi (2017-2018)
- Dudullu Postası – serie TV, 13 episodi (2018)
- The Protector (Hakan: Muhafiz) – serie TV, 32 episodi (2018-2020)
- Alev Alev – serie TV, (2020-2021)
- Hayat Bugün – serie TV, (2022)
- Sadece Arkadaşız – serie TV, (2022)
- İnci Taneleri – serie TV, (2024-)

## Doppiatrici italiane
Nelle versioni in italiano dei suoi film, Hazar Ergüçlü è stata doppiata da:
- Erica Necci in L'albero dei frutti selvatici
- Valentina Perrella in The Protector